# Dolophilodes orientalis
Dolophilodes orientalis là một loài Trichoptera trong họ Philopotamidae. Chúng phân bố ở miền Cổ bắc.